# Plezzo
Plezzo (già Pletz, in sloveno Bovec; in tedesco Flitsch, desueto; in friulano Pleç) è una città della Slovenia nord-occidentale di 1 570 abitanti.
Piccolo paese alpino dell'alta Valle Isonzo, posto in una piana alla confluenza tra la val Coritenza (Koritnica) e la Valle di Trenta, nelle Alpi Giulie, che conducono, rispettivamente, agli importanti valichi alpini del passo del Predil (Predel) e del passo della Moistrocca (Vršič), parte del territorio è compreso nel parco nazionale del Tricorno.

## Origini del nome
Il villaggio, nell'epoca romana, prese il nome di Ampletium, da qui il nome Plezzo, a sottolineare l'ampiezza della conca in cui è posto e la posizione strategica, sulla strada che collegava il Norico con la Venetia attraverso il passo del Predil. Nel periodo napoleonico ebbe il nome Pletz; rientrato in mano asburgica già assunse, assieme alla quella tedesca e slovena, la dizione italiana di Plezzo, che mantenne fino al 1947. Successivamente il comune riadottò solo la dizione slovena Bovec, toponimo menzionato per la prima volta nei documenti del 1192.

## Storia
Nell'epoca romana Ampletium, trovandosi sulla strada per il valico del Predil, divenne un importante crocevia tra la Regio X Venetia et Histria dell'Italia Augustea e il Norico.
Nel medioevo divenne parte della Contea di Tolmino e successivamente passò di mano tra la Repubblica di Venezia e la Contea di Gorizia e Gradisca, prima di essere definitivamente annessa alla monarchia asburgica, come la maggior parte dei territori di lingua slovena nella prima metà del Cinquecento. Plezzo rimase sotto il dominio asburgico fino al 1918 con l'eccezione di una breve parentesi napoleonica: tra il 1809 e il 1813 fece parte del Dipartimento di Passariano nel Regno d'Italia. In questo periodo fu comune autonomo, comprendendo anche i vicini insediamenti di Bausiza (Bavšica), Door (Dvor) e Plusna (Plužna). Già in epoca asburgica venne assorbito da Plezzo il soppresso comune di Coritenza (Koritnica), che comprendeva anche la frazione di Cau (Kal).
Durante la lunga dominazione asburgica la città divenne parte del litorale austriaco e fu fortemente influenzata dalla cultura tedesca, come testimoniano le tipologie abitative. Tra gli abitanti la lingua tedesca prevalse sullo sloveno per lungo tempo, sino alla fine del XIX secolo quando quest'ultima lingua tornò ad affermarsi. Durante la prima guerra mondiale, i dintorni di Plezzo furono il teatro delle battaglie dell'Isonzo, combattute tra l'Italia e l'Impero austro-ungarico. Nel 1918 l'intera area fu occupata dall'esercito italiano e nel 1920 fu ufficialmente annessa all'Italia. Il comune mantenne la stessa circoscrizione che in epoca asburgica sino al 1928, quando inglobò i vicini comuni di Bretto, Oltresonzia, Saga e Serpenizza. A questa data il comune di Plezzo comprendeva quindi le frazioni di:
- Plezzo (Bovec), con i centri di Coritniza/Coritenza di Plezzo (Koritnica), Cal/Cal di Plezzo (Kal), Dvor/Dov di Plezzo (Dvor) e Plusna/Plùsina di Plezzo (Plužne);
- Loga di Plezzo/Bretto (Log), con i centri di Loga di Plezzo/Bretto di mezzo (Log), Predil (Predel), Oberbreth/Bretto di sopra (Strmec), Unterbreth/Bretto di sotto (Spodnji Log);
- Cezsocia/Oltresonzia (Čezsoča), con il centro di Log di Cezsocia/Loga di Oltresonzia (Log);
- Saga (Žaga);
- Serpenizza (Serpenica).[17][18]

Tra il 1922 e il 1943 Plezzo e i villaggi circostanti, che avevano una popolazione in maggioranza di lingua slovena, furono sottoposti all'italianizzazione imposta dal regime fascista. Molti abitanti seguirono l'organizzazione segreta antiitaliana TIGR (che oltre alla lotta antifascista perseguiva l'obiettivo del distacco dall'Italia), mentre altri emigrarono verso il Regno di Jugoslavia (tra questi il rinomato letterato sloveno Anton Ocvirk).
In particolare, secondo il censimento del 1921, il 6,77% dei cittadini del paese di Plezzo (escluse quindi le frazioni) erano italiani. Attualmente solo lo 0,10% della popolazione è di madrelingua italiana (vedi Goriziano).
Tra il 1943 e il 1945 l'area venne occupata dalle forze armate Naziste, cosicché si attivarono numerosi nuclei partigiani. Dopo la liberazione grazie all'Armata Popolare Jugoslava nel maggio del 1945, Plezzo fu occupata dalle truppe Alleate di Gran Bretagna e Stati Uniti. Tra il giugno del 1945 e settembre del 1947, Plezzo e la totalità della riva destra dell'Isonzo fu inclusa nella Zona A, che passò direttamente sotto il controllo delle forze armate Alleate: la linea di demarcazione separava quindi il capoluogo dalle frazioni isontine di sinistra di Oltresonzia e Loga d'Oltresonzia. Nel settembre del 1947, i trattati di Parigi assegnarono il comune alla Jugoslavia: Plezzo, in particolare entrò a far parte della Repubblica Socialista di Slovenia, oggi Slovenia.
La conca di Plezzo, altamente sismica, è stata colpita da tre terremoti negli ultimi 35 anni: nel 1976 fu fortemente danneggiata dal Terremoto del Friuli che diede il colpo di grazia a quei pochi edifici che non erano rimasti distrutti nei feroci combattimenti protrattisi per buona parte della seconda guerra mondiale in tutta l'area; nel 1998 seguì una scossa più moderata di magnitudo 5,6, mentre nel 2004 si registrò una lieve scossa di magnitudo 4,9.

## Geografia fisica
Il paese è adagiato sul versante meridionale del Monte Rombon, in un'ampia conca dell'alta valle dell'Isonzo, la Bovška Kotlina chiusa a nord da quest'ultimo e dal gruppo del Monte Canin, a sud dal Monte Polonig e a est dal Monte Javoršček.
Nell'alta Val Trenta, compresa interamente nel territorio comunale, nasce l'Isonzo, che, unendosi al Suhi potok prosegue lungo l'alta Val Trenta dove riceve a sinistra le acque del Limarica (che scende dal Passo della Moistrocca), del Mlinarica, della Krajcarica e del torrente della Trebiski Dol che dà luogo a una serie di cascatelle. Il fiume attraversa poi la Val Trenta dove confluiscono a sinistra il Lavetnik, la Vrsnica, la Lepenjica e Golobarski potok dando origine a profonde forre vicino agli abitati di Sonzia e Coritenza di Plezzo che prendono il nome, rispettivamente, di Velika Korita e Zmuklica.
In prossimità del villaggio di Coritenza di Plezzo la Val Trenta lascia il posto all'ampia piana (Bovska Kotlina) dove il fiume giuliano riceve le acque da destra dell'importante affluente Coritenza: questo torrente, che percorre la valle omonima, nasce ai piedi del Monte Mangart con il nome di rio Mangart e riceve le acque del pittoresco rio Mogenza che sorge nei pressi del Passo del Predil, nell'insediamento di Bretto di sopra.
Proseguendo il suo corso, sull'Isonzo si riversano da destra le acque del rio Plužna, che raccoglie le acque del torrente sotterraneo Geres e dà origine alle cascate di Virje, nei pressi di Plužna, mentre a sinistra riceve le acque del fiume sotterraneo Oplenk che scorre sotto l'abitato di Oltresonzia.
Infine, l'Isonzo si unisce da destra alle acque del torrente Bocca, che forma le omonime cascate con un salto di 108 m dal Monte Canin e può raggiungere una portata di circa 100 m³ al secondo nel periodo del disgelo primaverile. L'ultimo affluente di rilievo compreso nel territorio comunale è il rio Uccea, che nasce in territorio italiano presso la Sella Carnizza e bagna l'abitato omonimo fino a entrare in Slovenia nei pressi di Saga dove confluisce dell'Isonzo.

## Luoghi d'interesse
Presso la località di Chiusa di Plezzo si trova una fortezza costruita dalla Serenissima nel secolo XV, distrutta nel 1797 dalla truppe napoleoniche e ricostruita nel 1882 dagli austriaci.
Nel comune si trovano inoltre la sorgente dell'Isonzo, le cascate di Bocca (108 m), la stazione sciistica del Monte Canin, numerosi alberghi e un aeroporto sportivo. Vicino alla fortezza di Chiusa vi è la più profonda gola della Slovenia.
Sulle rive dell'Isonzo in comune di Plezzo, nel giugno 2007, sono state girate alcune scene della saga cinematografica "Le cronache di Narnia - Il principe Caspian": nel Municipio di Plezzo è conservato un manichino raffigurante Aslan.

## Galleria d'immagini

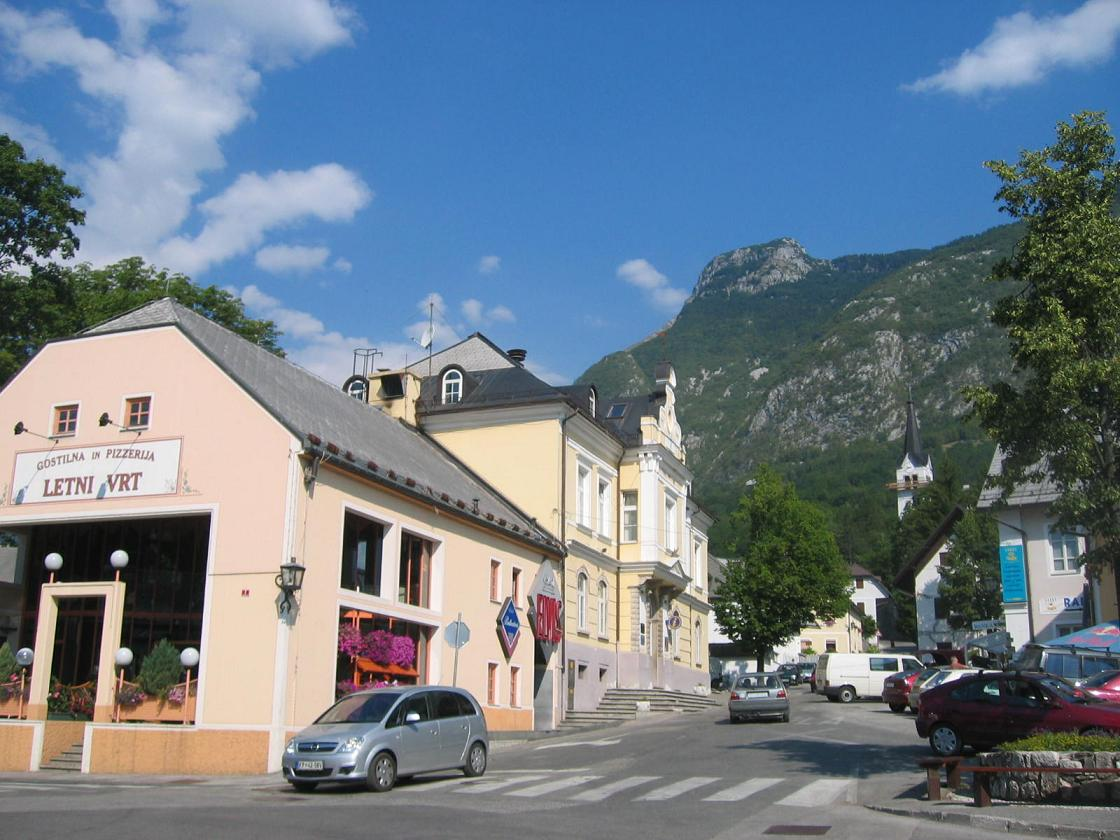
La storica locanda Letni Vrt nel centro del capoluogo
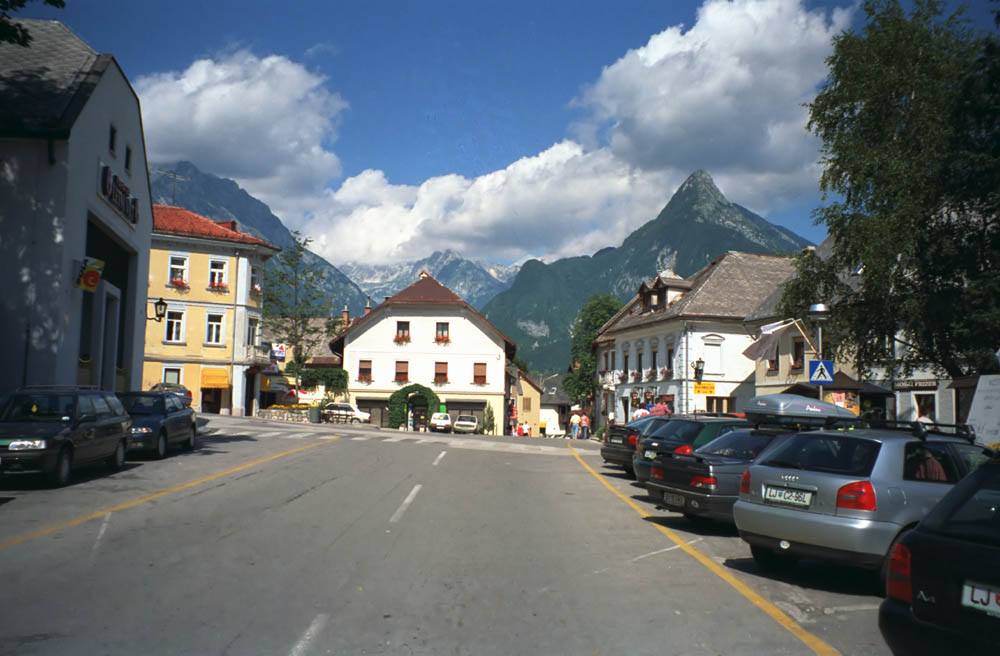
Il centro di Plezzo
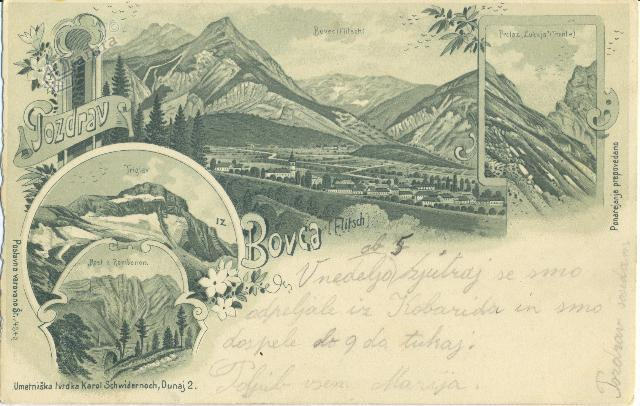
Plezzo in una cartolina del 1899
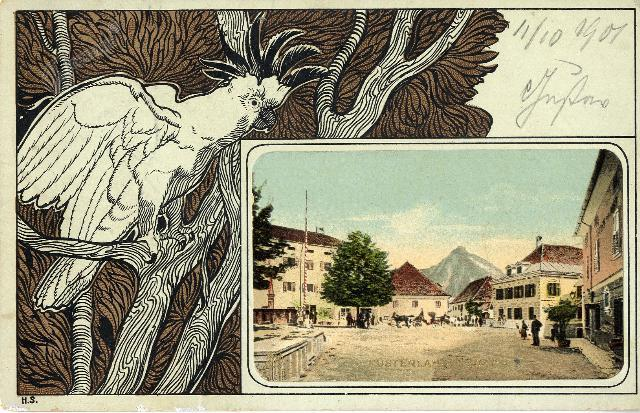
Plezzo in una cartolina del 1900
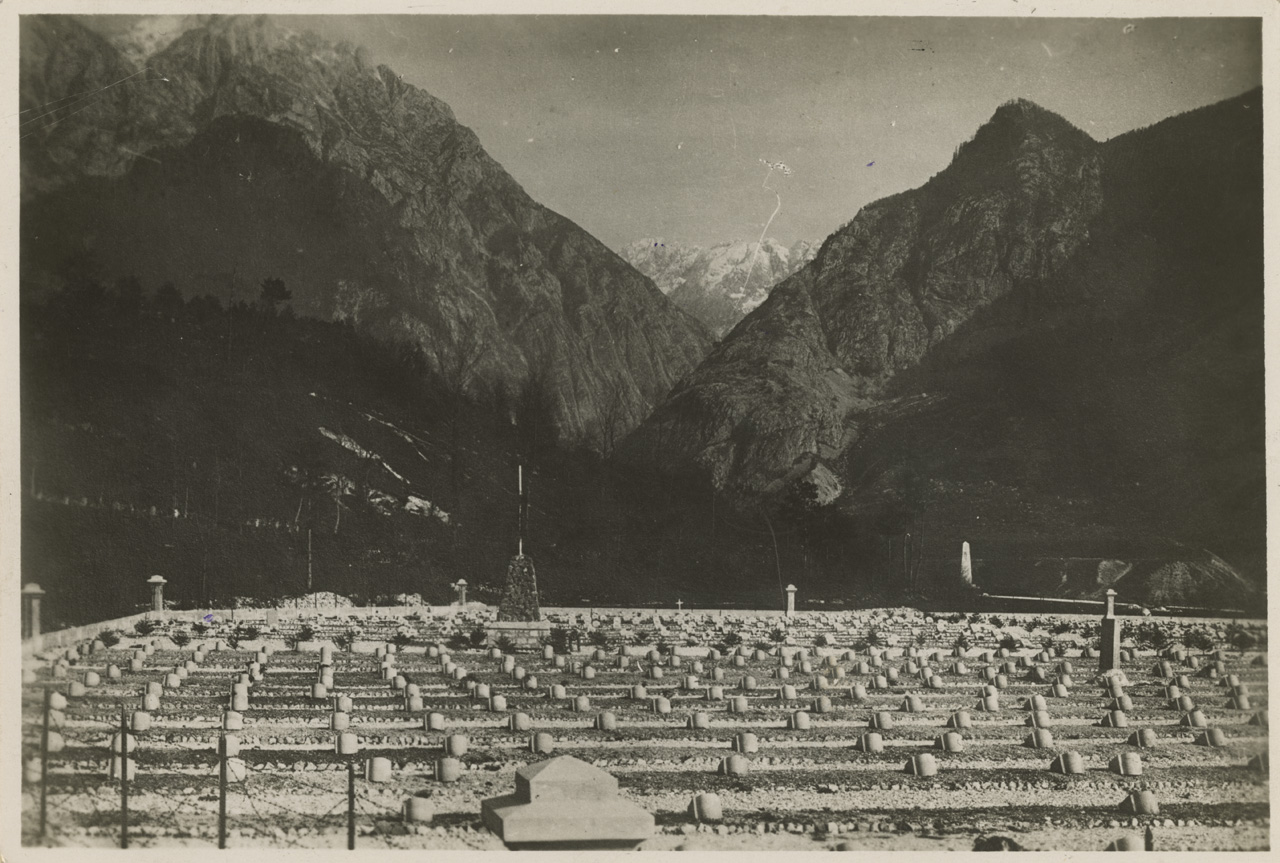
Cimitero militare della prima guerra mondiale di Plezzo, in una foto d'epoca